# Keinosuando

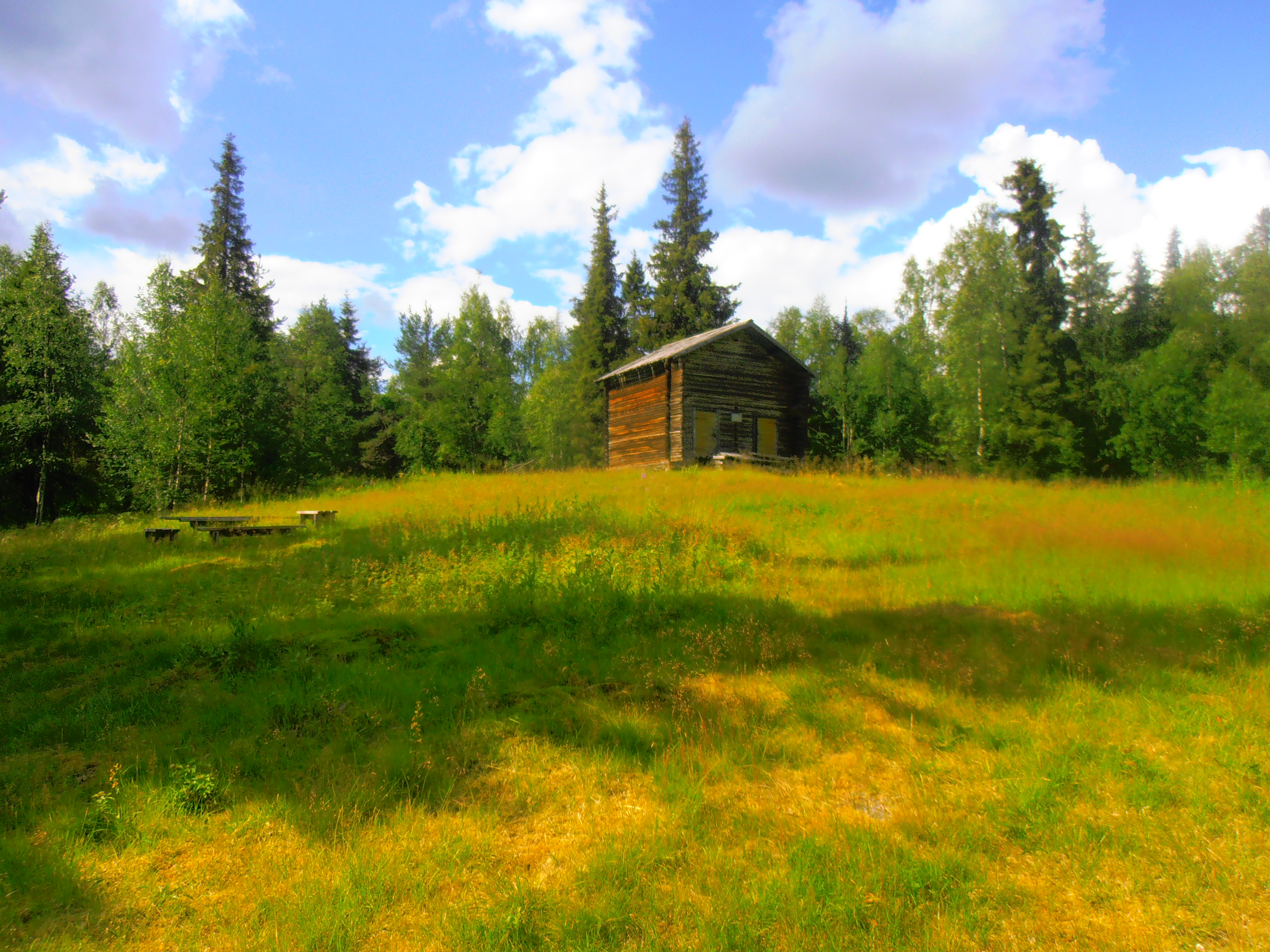
Keinosuando i juli 2016.

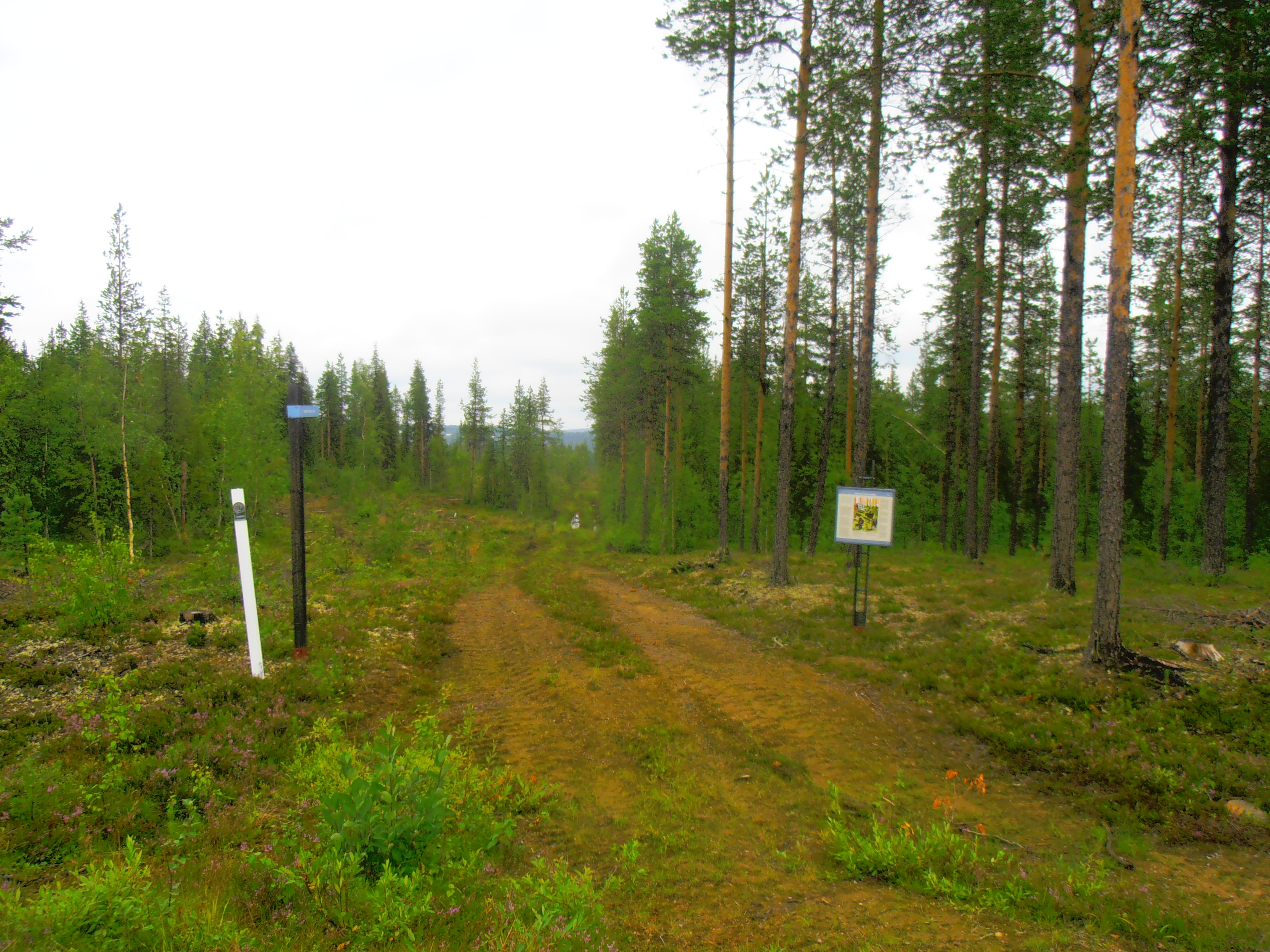
Minnesskyltar och stig mot Keinosuando, juli 2016.

Keinosuando var ett nybygge beläget på en höjd vid Vettasjoki (Ängesån), strax nedanför dagens Nilivaara, Gällivare kommun.
Till trakterna kring Keinosuando hade människor från Tärendö socken och Övertorneå socken sedan tidigare sökt ta sig. Nybygget grundades 1694 av samen Hindrick Eriksson från Lovikka. 1740 var endast en familj bosatt i Keinosuando och 1756 anlände Per Persson, som idag ses av många Nilivaarabor som sin stamfader. Byarna Moskojärvi och Auvakko koloniserades från Keinosuando, då Erikssons son, Mickel Hindersson, var byarnas förste nybyggare. Som mest fanns det i Keinosuando tre hushåll och enligt Nattvardsboken bodde där två familjer 1805. Under 1820-talet övergavs området, vartefter det kallats Vanha paikka, (finska/meänkieli: gamla stället). På platsen har bland annat en husgrund, spismursrösen, odlingsrösen, källargropar och en sommargrav påträffats. På platsen finns idag endast en bod, uppförd av hembygdsföreningen på 1950-talet.